# Einsatz in Hamburg – Rot wie der Tod
Rot wie der Tod ist ein deutscher Fernsehfilm von Josh Broecker aus dem Jahr 2010. Es handelt sich um die dreizehnte Episode der ZDF-Kriminalfilmreihe Einsatz in Hamburg, deren ersten beiden Filme unter dem Reihentitel Jenny Berlin ausgestrahlt wurden.

## Handlung
Seit sich die Parfümerie von Oscar Camphaus mit dem windigen Logistikunternehmen Martens eingelassen hatte, befindet sie sich in wirtschaftlichen Schwierigkeiten. Zu allem Ärger bedroht ihn Martens auch noch, weil die Geschäfte nicht in seinem Sinn laufen. Die Polizei, die Martens für seine Drogengeschäfte überführen möchte, hat deswegen eine Abhöraktion gestartet, als er gerade wieder bei Camphaus seine Forderungen stellt. Diese scheitert allerdings, da im entscheidenden Moment Landwirt Sörensen Gülle vor Camphaus Geschäft ablädt und es so zu keinen beweisfähigen Aufnahmen kommt. Auch in Gero Camphaus Atelier-Wohnung hatte der Landwirt eine „Duftmarke“ hinterlassen. Der Grund dafür ist Eifersucht. Camphaus hatte eine neue Creation, die C Rouge, entwickelt, mit der er aus den roten Zahlen kommen will. Die Werbekampagne dazu wurde von Oscar Camphauss Zwillingsbruder Gero gemeinsam mit dem Fotomodell Eva Sörensen als werbewirksames Gesicht initiiert. Ihrem Mann behagt dies ganz und gar nicht, weil er befürchtet, seine Frau an die Werbewelt zu verlieren.
Kurze Zeit später wird Oscar Camphaus erschossen. Jenny Berlin und ihr Team nehmen die Ermittlungen auf. Berlin will sogleich mit dem Landwirt sprechen, trifft aber nur dessen Frau auf dem Hof an. Landwirt Sörensen ist flüchtig. Von Gero Camphaus erfährt Kommissar Wolfer, dass es eine Affäre zwischen Oscar und Eva gegeben hätte und der Landwirt deshalb sauer auf ihn wäre. Eva versichert der Kommissarin, dass ihr Mann kein Mörder wäre.
Parallel ermittelt Berlin auch gegen Martens, der sich wenig kooperativ zeigt. Bei einer großangelegten Durchsuchung in seinem Unternehmen, wird, als Parfüm gekennzeichnet, Ausgangsstoff für Ecstasy gefunden und sogar die Tatwaffe. Somit wird Martens in Haft genommen. Er leugnet die Waffe zu kennen und Camphaus auch nicht erschossen zu haben.
Eva Sörensen findet unterdessen heraus, dass nicht Oscar, sondern Gero ermordet wurde. Oscar bittet Eva niemandem davon zu erzählen, Martens Leute hätten die Brüder verwechselt und so hätte er jetzt die Chance aus der Umklammerung von Martens los zu kommen. Er hätte sich von ihm Geld geliehen, da die Banken seiner Firma nichts mehr gegeben hätten. Nun will Martens sein Geld zurück, aber er hätte nichts.
Inzwischen wird Eva Sörensen tot aufgefunden und ihr Mann, der noch immer flüchtig ist, als Täter verdächtigt. Überraschend stellt sich Peter Sörensen der Polizei, weil ihm Eva dazu geraten hätte. Als er nun erfährt, dass seine Frau tot wäre, bricht für ihn eine Welt zusammen. Berlin glaubt an seine Unschuld. Sie erkennt derweil Oscar Camphaus' Betrug und kann per Fingerabdruck die Verwechslung beweisen. Er befindet sich somit in Lebensgefahr, da auch Martens entsprechende Schlüsse gezogen haben dürfte. Die Polizei findet Camphaus bei einem von Martens Handlangern und nimmt beide fest. Oscar Camphaus hat nicht nur seinen eigenen Bruder, sondern auch Eva Sörensen getötet.

## Hintergrund
Die Dreharbeiten erstreckten sich vom 23. Februar 2010 bis zum 23. März 2010. Es wurde in Hamburg und Umgebung gedreht. Die Episode wurde am 8. Oktober 2010 um 20:15 Uhr im ZDF erstausgestrahlt.

## Kritik
Rainer Tittelbach von tittelbach.tv beurteilte den Film als „dramaturgisch ein Flop.“ „Mit einer starken Exposition beginnt der neue ‚Einsatz in Hamburg‘. In wenigen Minuten sind alle Beteiligten im Spiel und dabei sind die Fragezeichen, die die Aktionen aufwerfen, noch zu verkraften. Was folgt, ist überaus handlungsreich, aber nie konfus, abwechslungsreich konstruiert und montiert, reizvoll in Besetzung und Oberflächenoptik.“ „Dass ‚Rot wie der Tod‘ letztlich aber nicht mehr als gutes Gebrauchsfernsehen ist, liegt zum einen daran, dass fast alle Schauspieler sehr extrem ihrem Rollen-Image verhaftet bleiben – was dem Film etwas Kalkuliertes gibt.“ Als „eine dramaturgische Todsünde“ bezeichnet der Kritiker die frühe Auflösung, sodass „die Spannung über eine halbe Stunde […] zu halten versucht [wird und] der besser informierte Zuschauer seinen schimmerlosen Kommissaren [nur noch] beim Ermitteln zuschaut.“
Die Kritiker der Fernsehzeitschrift TV Spielfilm vergaben dem Film die bestmögliche Wertung, sie zeigten mit dem Daumen nach oben. Sie fanden, „ein richtig guter Krimi ist das nicht, dafür schrammt er zu oft die Groteske“, jedoch sei er eine unterhaltsam Krimikomödie, „die zu oft zu ernsthaft geraten ist“ und konstatierten: „Zum Raten, Lachen und Kopfschütteln“.
Tilmann P. Gangloff schrieb für kino.de: „Kommt ein Zwilling ums Leben, fragt man sich doch unwillkürlich, ob der andere nicht kurzerhand die Identität gewechselt hat; erst recht, wenn er, wie in diesem Film aus der Reihe ‚Einsatz in Hamburg‘, ohnehin um Leib und Leben fürchtet. Es ist daher keine Überraschung, dass es sich bei dem gewaltsam aus dem Leben geschiedenen Geschäftsführer des Kosmetikunternehmens Camphaus in Wirklichkeit um den Bruder handelt.“ „Mit dieser nicht unerwarteten Handlungswendung, deren Offenbarung der Film eine Weile vor sich herschiebt, kann man allerdings recht gut leben: weil Joachim Król […] die beiden so unterschiedlichen Brüder verkörpert.“ „Volker Kutscher (Buch) und Josh Broecker (Regie) erzählen die erstklassig besetzte Geschichte angemessen verzwickt, mit viel Liebe zum Detail, trockenem Humor und einigen drastischen Einfällen.“